# Флоренс (Алабама)
Фло́ренс (англ. Florence) — город в США на северо-западе штата Алабама, центр округа Лодердейл.
Население — 36 264 жителей (перепись 2000 года), население агломерации — 142 950 жителей.
Город расположен на реке Теннесси, входит в агломерацию «Четырёх городов» (Quad cities).
Торговый центр прилегающих районов штатов Алабамы, Теннесси и Миссисипи (хлопок, зерновые, соя, животноводство). Алюминиевый завод «Листергилл» (Listerhill), построенный в 1941 году. Производство искусственных удобрений, облицовочной плитки, деревообработка. В четырёх километрах к востоку от города расположены плотина и гидроэлектростанция Уилсон (Wilson Dam, 1924), которая входит в систему Управления ресурсами бассейна Теннесси (Tennessee Valley Authority).
Основан в 1818 году. Статус города имеет с 1826 года. Город получил название в честь Флоренции. Здесь находится Университет Северной Алабамы.
Флоренс — родина джазового композитора Уильяма Хэнди (музей).
Самое высокое здание города — Renaissance Tower (91 метр), занимает 13-ю строчку в списке самых высоких зданий Алабамы.